# Богоевский, Димитр

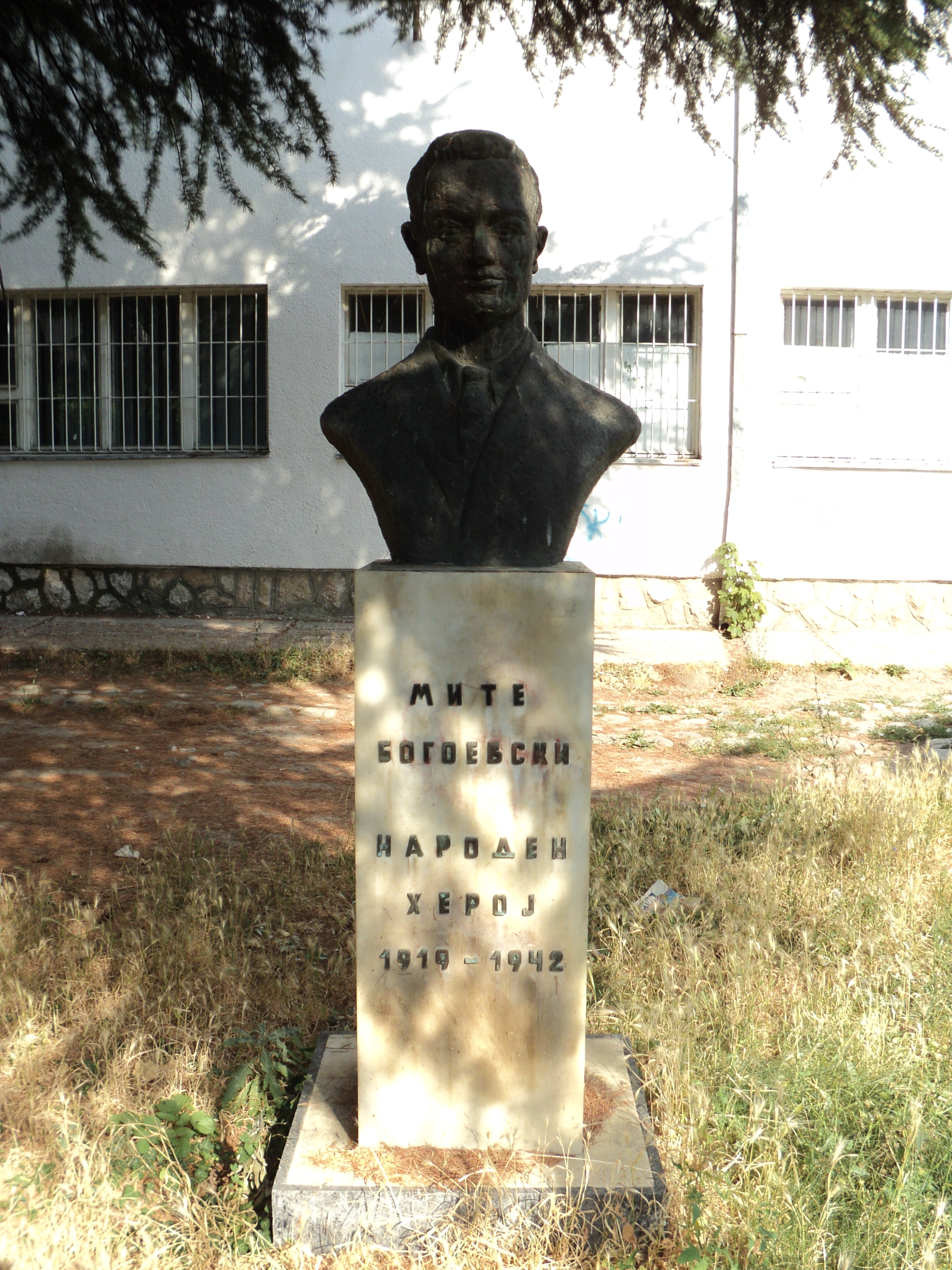
Бюст Народного Героя Югославии Димитра Богоевского в г. Охрид

Димитр Богоевский (серб. и макед. Димитар Богоевски; 31 октября 1918 — 12 сентября 1942) — югославский македонский политик, революционер, поэт, партизан Народно-освободительной войны, Народный герой Югославии.

## Биография
В 1935 г. окончил торговую академию в Битоле. Поступил на учёбу на экономический факультет Белградского университета, однако из-за материальных трудностей оставил вуз и вернулся в родные края.
В 1939 году вступил в Союз коммунистов Югославии, позже был избран секретарём Ресенского городского комитета партии. Распространял нелегальные брошюры, участвовал в работе «левых» кружков, в демонстрациях. Активный участник МОПРа.
За революционную деятельность преследовался властями, в 1940 году арестован сербской полицией и заключён в тюрьму на острове Ада Циганлия в Белграде. В 1942 г. арестован болгарской полицией, был подвергнут допросам и пыткам. После своего освобождения, работал в глубоком подполье, часто сотрудничал с Стеваном Наумовым, секретарём горкома города Битолы.
Участник создания Битольского партизанского отряда «Даме Груев», среди партизан получил псевдоним «Мите». Вёл активную борьбу против оккупантов. Совместно с Стеваном Наумовым, координировал действия партизанских отрядов.
12 сентября 1942 Димитр и Стеван пришли в село Болно и заночевали в одном из домов. Болгарская полиция, которая разыскивала партизан и потерпела поражение после одной из схваток, окружила дом и потребовала от партизан сдаться. В ответ Стеван и Димитр открыли огонь по полицейским. Когда у них не осталось патронов, они подорвали себя последней гранатой, дабы не доставаться в плен врагу.
Указом Президиума Антифашистского вече народного освобождения Югославии от 2 августа 1945 Димитр Богоевский был посмертно награждён званием Народного героя Югославии.

## Творчество
С 1935 г. писал стихи и песни. Автор около пятидесяти песен, из которых самой известной стала «Сироти Илинден».

## Избранная поэзия
- «Осамотен патник»,
- «Два вранци»
- «Покрај река»,
- «Мало коњче»,
- «Несрећен Илија»
- «Партизанка»
- «Триесет и девет минаја»